# Münzherr
Ein Münzherr ist der Besitzer der Münzhoheit innerhalb eines bestimmten Territoriums und war früher eine mit dem Münzregal ausgestattete Person oder Stadt, die Münzen prägen ließ. In der Regel war dies der König oder Kaiser selbst, aber auch Adlige oder Kleriker, die das Münzregal vom König erhalten hatten, z. B. als Bestandteil des Lehens. Im Spätmittelalter traten dann auch Städte in den Kreis der Prägeberechtigten, die sich von ihren Landesfürsten meist durch einmaligen Abkauf des Münzregals emanzipiert hatten. 
Das Münzrecht innezuhaben war ein sehr lukratives Vorrecht, da der Schlagschatz, den die Münzmeister leisten mussten, erheblichen Gewinn insbesondere bei den Scheidemünzen mit sich brachte. Für viele Fürsten des Mittelalters und der Neuzeit war dies neben den Steuern die größte Einnahmequelle. Da sie einen aufwändigen Lebensstil lebten und oft militärische Konflikte austrugen, konnte es sogar vorkommen, dass sie sich von den bei ihnen angestellten Münzmeistern, aber auch von Großkaufleuten wie den Fuggern oder den Welsern, Geld leihen mussten.